# Dioscorea epistephioides
Dioscorea epistephioides là một loài thực vật có hoa trong họ Dioscoreaceae. Loài này được Taub. mô tả khoa học đầu tiên năm 1896.